# Liste der Landschaftsschutzgebiete im Landkreis Harburg
Die Liste der Landschaftsschutzgebiete im Landkreis Harburg enthält die Landschaftsschutzgebiete des Landkreises Harburg in Niedersachsen.
| Bild           | Nummer     | Bezeichnung des Gebietes                                                                              | Fläche in Hektar | WDPA-ID | Koordinaten | Datum der Verordnung |
| -------------- | ---------- | --- | ---------------- | ------- | ----------- | -------------------- |
|                | LSG WL 001 | Landschaftsteile und Landschaftsbestandteile an der Reichsautobahn Hamburg-Bremen von km 14 bis km 30 | 30,00            | 322477  | Position    | 1937                 |
|                | LSG WL 002 | Landschaftsbestandteile und Landschaftsteile in der Gemarkung Stelle                                  | 15,00            | 322417  | Position    | 1938                 |
|                | LSG WL 003 | Landschaftsteile an der Reichsautobahn Hamburg-Hannover von km 11 bis km 18                           | 445,00           | 322450  | Position    | 1939                 |
|                | LSG WL 005 | Estetal und Umgebung                                                                                  | 2300             | 320717  | Position    | 1984                 |
|                | LSG WL 006 | Büsenbachtal                                                                                          | 60,00            | 320231  | Position    | 1939                 |
|                | LSG WL 007 | Otterberg                                                                                             | 190,00           | 323601  | Position    | 1941                 |
|                | LSG WL 008 | Lohbergen, Höllental und angrenzende Flächen                                                          | 549,20           | 322651  | Position    | 1997                 |
|                | LSG WL 009 | Schwindebeck                                                                                          | 180,00           | 324510  | Position    | 1948                 |
|                | LSG WL 010 | Röndahl                                                                                               | 418,00           | 323945  | Position    | 1948                 |
| weitere Bilder | LSG WL 012 | Rosengarten - Kiekeberg - Stuvenwald                                                                  | 5868,80          | 323951  | Position    | 1965                 |
|                | LSG WL 013 | Tötenser Sunder                                                                                       | 634,30           | 325205  | Position    | 1965                 |
| weitere Bilder | LSG WL 014 | Höpen                                                                                                 | 178,00           | 321754  | Position    | 1989                 |
|                | LSG WL 015 | Dorfpark Döhle                                                                                        | 14,00            | 320406  | Position    | 1966                 |
| weitere Bilder | LSG WL 017 | Garlstorfer Wald und weitere Umgebung                                                                 | 10384,00         | 320955  | Position    | 1967                 |
|                | LSG WL 018 | Klecker Wald und Umgebung                                                                             | 1181,00          | 322159  | Position    | 1990                 |
|                | LSG WL 019 | Nordhang am Metzensee                                                                                 | 25,00            | 323266  | Position    | 1957                 |
| weitere Bilder | LSG WL 020 | Mascher Moor                                                                                          | 64,40            | 322913  | Position    | 1984                 |
|                | LSG WL 021 | Seppenser Bach, Steinbach und angrenzende Talbereiche                                                 | 315,00           | 324545  | Position    | 1985                 |
|                | LSG WL 022 | Brettbachtal und nähere Umgebung                                                                      | 148,00           | 320088  | Position    | 1985                 |
|                | LSG WL 023 | Buchwedel und Umgebung                                                                                | 1543,40          | 320153  | Position    | 1985                 |
|                | LSG WL 024 | Ashausener Mühlenbachtal                                                                              | 12,00            | 319676  | Position    | 1989                 |
|                | LSG WL 028 | Estetal                                                                                               | 215              |         |             | 2020                 |